# هالیسته
هالیسته (استونیایی: alevik) دهکده‌ای در مولگی پریش، شهرستان ویلیاندی در جنوب استونی است که ۶ کیلومتری شمال‌شرقی شهر آبیا-پالوایا واقع شده‌است. بنابر آمارگیری سال ۲۰۱۱، هالیسته ۳۲۹ تن جمعیت داشت.